# Encarsia silvifilia
Encarsia silvifilia är en stekelart som först beskrevs av Girault 1924.  Encarsia silvifilia ingår i släktet Encarsia och familjen växtlussteklar. Inga underarter finns listade i Catalogue of Life.